# HD124953
HD124953 — хімічно пекулярна зоря спектрального класу
A6 й має  видиму зоряну величину в смузі V приблизно  6,0.

## Фізичні характеристики
Зоря HD124953 обертається 
досить швидко 
навколо своєї осі. Проєкція її екваторіальної швидкості на промінь зору становить  Vsin(i)= 96км/сек.